# Большой нетопырь
Большой нетопы́рь, или иа-ио (лат. Ia io) — вид рукокрылых рода больших нетопырей (Ia) из семейства гладконосых летучих мышей. Самая крупная летучая мышь из Vespertilionidae и единственный современный вид рода Ia.

## Распространение и экология
Встречается в Восточной и Юго-Восточной Азии (Китай, Индия, Лаос, Непал, Таиланд и Вьетнам), в основном живет в районах с известняковыми пещерами на высоте 400—1700 метров. Их места для ночлега были обнаружены как возле входов в пещеры, так и на расстоянии до 1,5 км в пещерных системах.

## Описание
Крупная вечерняя летучая мышь, которая достигает в длину от 90 до 105 миллиметров. Она окрашена в коричневый цвет сверху и сероватый снизу. Средний размах крыльев составляет 51 см, а вес обычно составляет 58 г.
О его экологии и поведении известно немногое. Летучая мышь Ia io обычно живет небольшими группами. Её пища состоит из насекомых, как и у большинства вечерних летучих мышей. Большая вечерняя летучая мышь Ia io также иногда питается мелкими птицами.

## Классификация
Таксон был впервые описан в 1902 году британским зоологом Майклом Роджерсом Олдфилдом Томасом (1858—1929).
Вид включает ранее отдельный, а ныне синоним Ia longimana Pen, 1962. В составе Ia io выделяют два подвида.
- I. i. io Thomas, 1902
- I. i. peninsulata Soisook et al., 2017

## Этимология
Четырёхбуквенное научное название Ia io близко к столь же лаконичному имени динозавра Yi qi для кратчайшего существующего (и кратчайшего возможного) научного названия любого животного в соответствии с Международным кодексом зоологической номенклатуры, и это одно из очень немногих научных названий, состоящих исключительно из гласных.
Название вида I. io происходит от имени нимфы Ио, женщины из классической греческой мифологии, которую считали «непостоянной, изменчивой, летучей»; и ia (ἰά), греческий термин, обозначающий крик.

## Охранный статус
Международный союз охраны природы (МСОП) рассматривает его природоохранный статус как находящийся под угрозой и близкий к уязвимому положению. Причины такого положения: разрушение среды обитания; многие пещеры превращены в достопримечательности. Животных также беспокоят фермеры, собирающие их экскременты. Также чрезмерное использование инсектицидов представляет угрозу для больших вечерних летучих мышей